# Westdeutscher Handball-Verband

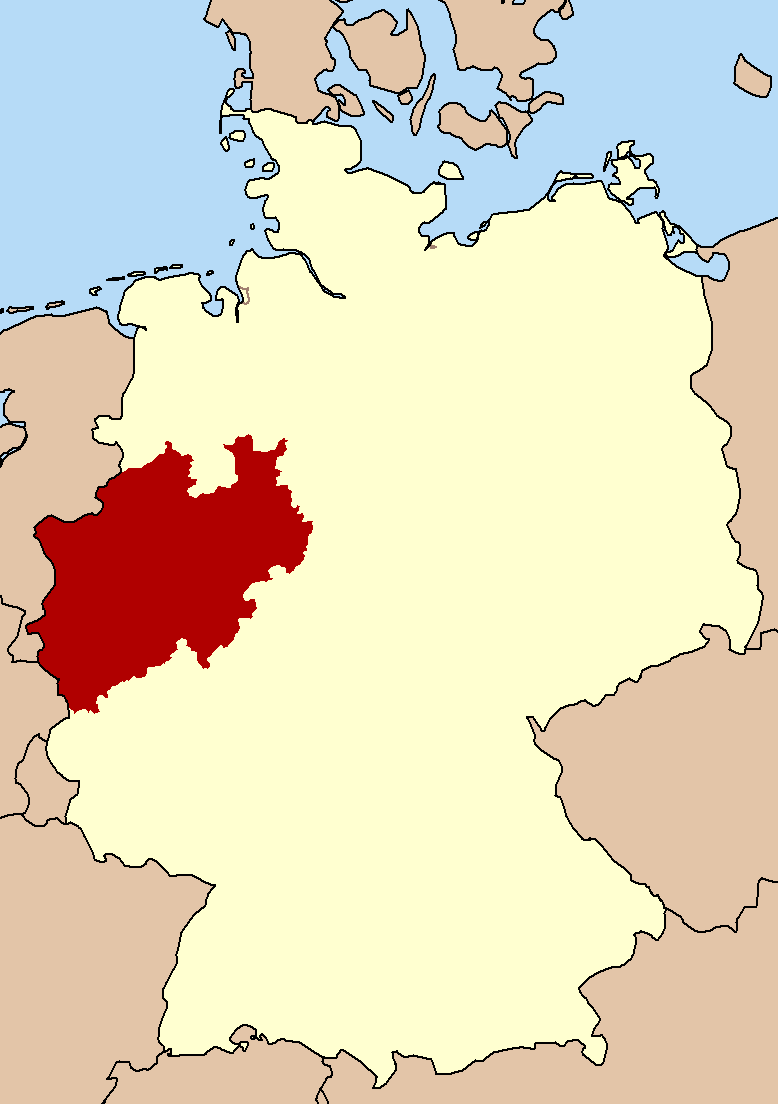
Verbandsgebiet des WHV

Der Westdeutsche Handball-Verband (WHV) ist ein Regionalverband im Deutschen Handballbund mit Sitz in Düsseldorf und besteht derzeit aus den drei Landesverbänden Mittelrhein, Niederrhein und Westfalen. Von 1952 bis 2002 gehörte auch der Handballverband Rheinland zu den Mitgliedern des WHV. Nach dem Wechsel des HV Rheinland in den mittlerweile aufgelösten Regionalverband Südwest ist das Verbandsgebiet des WHV nahezu deckungsgleich mit dem Bundesland Nordrhein-Westfalen. Der WHV organisierte den Spielbetrieb auf der regionalen Ebene zwischen den Landesverbänden und der Bundesebene. Mit der Einführung der bundesweit organisierten 3. Liga im Jahr 2010 existiert keine regionale Spielklasse bei den Erwachsenen mehr. Seither organisiert der WHV nur mehr Regionalmeisterschaften der Jugend.

## Vorstand
- Präsident: Dieter Stroband
- Vizepräsident: Wolfgang Spangenberger
- Rechtswart: Wolfgang Faillard
- Kassenwart: Frank Steinhaus
- Jugendausschuss-Vorsitzender: Johannes Merhoff

## Westdeutsche Meister

### Herren
- 1949/1950 RSV Mülheim
- 1950/1951 Fortuna Düsseldorf
- 1951/1952 RSV Mülheim
- 1952/1953 RSV Mülheim
- 1953/1954 RSV Mülheim
- 1954/1955 SV Westerholt
- 1955/1956 RSV Mülheim
- 1956/1957 SV Westerholt
- 1957/1958 SV Westerholt
- 1958/1959 Bayer Leverkusen
- 1959/1960 Bayer Leverkusen
- 1960/1961 Bayer Leverkusen
- 1961/1962 TSV Grün-Weiß Dankersen
- 1962/1963 VfL Gummersbach
- 1963/1964 Bayer Leverkusen
- 1964/1965 TSV Grün-Weiß Dankersen
- 1965/1966 VfL Gummersbach
- 1966/1967 BSV Solingen 98  1
- 1967/1968 RSV Mülheim
- 1968/1969 TV Oppum
- 1969/1970 SC Phönix Essen  2
- 1970/1971 SC Münster 08
- 1971/1972 Bayer Leverkusen
- 1972/1973 TUSEM Essen
- 1973/1974 OSC 04 Rheinhausen
- 1974/1975 TuS Derschlag
- 1975/1976 TuS Nettelstedt
- 1976/1977 TV Angermund 09
- 1977/1978 Bayer Leverkusen
- 1978/1979 TUSEM Essen
- 1979/1980 Bayer Leverkusen
- 1980/1981 OSC Thier Dortmund
- 1981/1982 HC TuRa Bergkamen  3
- 1982/1983 TuS Derschlag
- 1983/1984 SG Olympia Longerich
- 1984/1985 TV Emsdetten
- 1985/1986 SuS Oberaden
- 1986/1987 OSC 04 Rheinhausen
- 1987/1988 LTV Wuppertal
- 1988/1989 VfL Eintracht Hagen
- 1989/1990 TV Aldekerk
- 1990/1991 TV Emsdetten
- 1991/1992 Spvg Versmold
- 1992/1993 TSG Altenhagen-Heepen
- 1993/1994 TSG Herdecke
- 1994/1995 Wuppertaler SV
- 1995/1996 Sportring Solingen-Höhscheid
- 1996/1997 TV Angermund
- 1997/1998 HSG Mülheim-Kärlich/Bassenheim
- 1998/1999 Ahlener SG
- 1999/2000 HC 93 Bad Salzuflen
- 2000/2001 HSG Römerwall
- 2001/2002 TSV Bayer Dormagen
- 2002/2003 HSG Römerwall
- 2003/2004 LTV Wuppertal
- 2004/2005 ASV Hamm
- 2005/2006 TUSEM Essen
- 2006/2007 TV Korschenbroich
- 2007/2008 Leichlinger TV
- 2008/2009 TV Korschenbroich
- 2009/2010 OSC 04 Rheinhausen

### Damen
- 1953/1954 RSV Mülheim
- 1954/1955 TSG Friesen Haspe
- 1955/1956 RSV Mülheim
- 1956/1957 Düsseldorfer SV 04
- 1957/1958 Düsseldorfer SV 04  DM
- 1958/1959 RSV Mülheim
- 1959/1960 SC Greven 09
- 1960/1961 RSV Mülheim
- 1961/1962 SC Greven 09
- 1962/1963 Bayer 04 Leverkusen
- 1963/1964 Bayer 04 Leverkusen
- 1964/1965 Bayer 04 Leverkusen
- 1965/1966 Bayer 04 Leverkusen
- 1966/1967 Bayer 04 Leverkusen
- 1967/1968 Bayer 04 Leverkusen
- 1968/1969 Bayer 04 Leverkusen
- 1969/1970 SC Greven 09
- 1970/1971 Bayer 04 Leverkusen
- 1971/1972 Bayer 04 Leverkusen
- 1972/1973 TuS Eintracht Minden
- 1973/1974 Bayer 04 Leverkusen
- 1974/1975 TuS Eintracht Minden
- 1975/1976 Pulheimer SC  F1
- 1976/1977 SC Greven 09
- 1977/1978 OSC 04 Rheinhausen
- 1978/1979 VfL Engelskirchen
- 1979/1980 SV Friedrichsfeld
- 1980/1981 TV Grün-Weiß Stemmer
- 1981/1982 TV Grün-Weiß Stemmer
- 1982/1983 TuS Eintracht Minden
- 1983/1984 FC Bayer 05 Uerdingen
- 1984/1985 Brühler TV 1879
- 1985/1986 SC Greven 09  F2
- 1986/1987 Düsseldorfer SV 04
- 1987/1988 MSV Duisburg
- 1988/1989 TV Einigkeit Herrentrup
- 1989/1990 ASV Hamm
- 1990/1991 Borussia Dortmund
- 1991/1992 Bayer 04 Leverkusen II
- 1992/1993 TV Beyeröhde
- 1993/1994 DJK MJC Trier
- 1994/1995 Hasper SV
- 1995/1996 1. FC Köln
- 1996/1997 Teutonia Riemke
- 1997/1998 HSG Wambel/Körne
- 1998/1999 TuS Weibern
- 1999/2000 TuS Königsdorf
- 2000/2001 PSV Recklinghausen
- 2001/2002 Beyeröhder TV
- 2002/2003 SG TuS BW Königsdorf/HHV Köln
- 2003/2004 TuS Lintfort
- 2004/2005 PSV Recklinghausen
- 2005/2006 HSG Stemmer/Friedewalde
- 2006/2007 TuS Nettelstedt
- 2007/2008 HSG Stemmer/Friedewalde
- 2008/2009 HSV Solingen-Gräfrath
- 2009/2010 TuS Lintfort

### Männliche A-Jugend
Der Westdeutsche Meister wurde ab 1967 ermittelt und nahm von 1969 bis 2011 an der Endrunde um die Deutsche Meisterschaft teil. Seit 2011 wird kein Meister mehr ermittelt.
- 1966/1967 TuS Derschlag
- 1967/1968 TuS Spenge
- 1968/1969 Polizei SV Dortmund
- 1969/1970 TuS Derschlag
- 1970/1971 TSC Eintracht Dortmund
- 1971/1972 TSV Grün-Weiß Danksersen  DM
- 1972/1973 VfL Rheinhausen
- 1973/1974 VfL Rheinhausen
- 1974/1975 TV 08 Kärlich
- 1975/1976 OSC Dortmund
- 1976/1977 OSC Dortmund  DM
- 1977/1978 TSV Grün-Weiß Dankersen  A
- 1978/1979 TV Oppum
- 1979/1980 TV Oppum
- 1980/1981 TSV Grün-Weiß Dankersen
- 1981/1982 OSC Dortmund
- 1982/1983 OSC 04 Rheinhausen
- 1983/1984 OSC 04 Rheinhausen
- 1984/1985 OSC Dortmund  DM
- 1985/1986 OSC Dortmund  DM
- 1986/1987 OSC Dortmund
- 1987/1988 OSC Dortmund  DM
- 1988/1989 OSC Dortmund  DM
- 1989/1990 OSC Dortmund
- 1990/1991 OSC 04 Rheinhausen  DHB
- 1991/1992 OSC 04 Rheinhausen
- 1992/1993 Soester TV
- 1993/1994 TUSEM Essen  DM
- 1994/1995 TSV GWD Minden  DM
- 1995/1996 VfL Gummersbach
- 1996/1997 HSG Schwerte-Westhofen
- 1997/1998 HSG Schwerte-Westhofen
- 1998/1999 TSV GWD Minden
- 1999/2000 TSV GWD Minden
- 2000/2001 TSV Hahlen
- 2001/2002 TSV GWD Minden
- 2002/2003 TSV GWD Minden
- 2003/2004 TUSEM Essen
- 2004/2005 TSG Altenhagen-Heepen
- 2005/2006 SG Solingen
- 2006/2007 SG Solingen  DM
- 2007/2008 TSV Bayer Dormagen
- 2008/2009 TSV Bayer Dormagen
- 2009/2010 HSG Düsseldorf  DM
- 2010/2011 TSV GWD Minden

### Weibliche A-Jugend
Der Westdeutsche Meister wurde ab 1970 ermittelt und nahm von bis 2013 an der Endrunde um die Deutsche Meisterschaft teil. Seit 2013 wird kein Meister mehr ermittelt.
- 1969/1970 FC Bayer 05 Uerdingen
- 1970/1971 FC Bayer 05 Uerdingen  DM
- 1971/1972 SV Glück Auf Ofden
- 1972/1973 TuS Preußen Vluyn
- 1973/1974 Vorwärts Wettringen
- 1974/1975 Vorwärts Wettringen
- 1975/1976 FC Bayer 05 Uerdingen
- 1976/1977 SpVg Heepen
- 1977/1978 SV Friedrichsfeld
- 1978/1979 RSV Mülheim
- 1979/1980 TG 1878 Oberlahnstein
- 1980/1981 TG 1878 Oberlahnstein
- 1981/1982 TS St. Tönis
- 1982/1983 FC Vorwärts Wettringen
- 1983/1984 SV Menden 1864
- 1984/1985 SC DJK Everswinkel
- 1985/1986 TV Beyeröhde 1893
- 1986/1987 Bayer 04 Leverkusen
- 1987/1988 TV Birkenfeld
- 1988/1989 SSV Sundern
- 1989/1990 SV Menden 1864
- 1990/1991 FC Bayer 05 Uerdingen
- 1991/1992 Bayer 04 Leverkusen
- 1992/1993 FC Bayer 05 Uerdingen
- 1993/1994 Bayer 04 Leverkusen
- 1994/1995 TV Beyeröhde 1893
- 1995/1996 SV Menden 1864
- 1996/1997 SV Menden 1864  DM
- 1997/1998 SV Neukirchen
- 1998/1999 Bayer 04 Leverkusen
- 1999/2000 HSG Menden-Lendringsen
- 2000/2001 Bayer 04 Leverkusen
- 2001/2002 HSG Stemmer/Friedewalde
- 2002/2003 HSG Blomberg-Lippe
- 2003/2004 HSG Blomberg-Lippe
- 2004/2005 HSG Blomberg-Lippe
- 2005/2006 HSG Blomberg-Lippe
- 2006/2007 HSG Blomberg-Lippe
- 2007/2008 HSG Blomberg-Lippe  DM
- 2008/2009 HSG Blomberg-Lippe
- 2009/2010 TV Beyeröhde
- 2010/2011 HSG Blomberg-Lippe
- 2011/2012 HSG Blomberg-Lippe
- 2012/2013 Bayer 04 Leverkusen  DM